# Eriochlamys
Eriochlamys é um género botânico pertencente à família Asteraceae.